# The GloFiles (Pt.4)
The GloFiles (Pt. 4) è il trentottesimo mixtape del rapper statunitense Chief Keef, pubblicato il 6 marzo 2020 dalle etichette discografiche Glo Gang e RBC Records.

## Tracce
1. G Unit – 3:26
2. Ignorant – 6:39
3. MCM – 3:00
4. Crazy – 1:27
5. 4ever – 2:13
6. Off wit his Head – 3:54
7. Don't Wanna Be U – 2:15
8. In it – 4:17
9. Toworrow – 2:13
10. Cussin – 3:37
11. Raw – 4:34
12. Nascar – 2:45